# هورویچ
latitudeهورویچlongitudeهورویچ
هورویچ (به انگلیسی: Horwich) یک شهرک در بریتانیا است که در انگلستان واقع شده‌است.

## خصوصیات
هورویچ ۱۹٬۳۱۲ نفر جمعیت دارد.